# 富里鄉

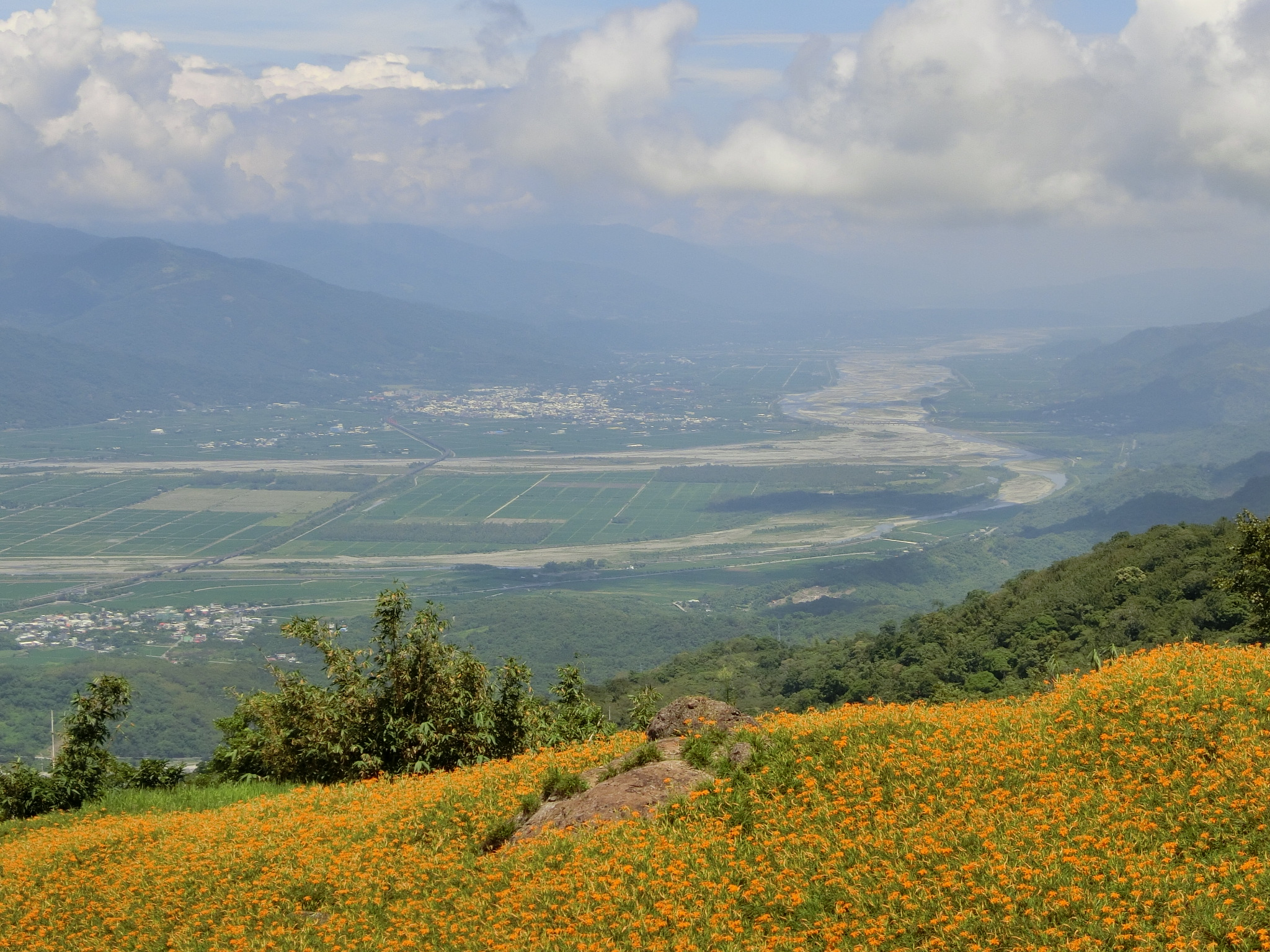
從六十石山遠眺富里

富里鄉（臺灣客家語四縣腔：fu liˊ hiongˊ；海陸腔：fuˇ liˋ hiongˋ；阿美語：Kongpo），舊稱「公埔」，位於臺灣花蓮縣最南端，北鄰玉里鎮，西臨卓溪鄉，東以海岸山脈與臺東縣成功鎮、長濱鄉相隔，南接臺東縣池上、東河兩鄉。族群結構上主要有客家人、閩南人、阿美族、西拉雅族等，另有少數為布農族、外省人，地方通行語為阿美語與臺灣客家語。
富里鄉的經濟產業以農業為主，且主要生產水稻，是花蓮縣的重要米倉，富里米、香菇與金針等「富里三寶」為重要的農特產。六十石山、羅山瀑布與位於台23線（富東公路）上的小天祥為主要的觀光景點。

## 歷史
據內政部「地名檢索系統」，有關現行「富里鄉」此地名有以下記載：富里鄉位居花東縱谷的中段，是花蓮縣境內位置最南邊的一個鄉。鄉內住民以客家、福佬人與馬卡道、大武壠等平埔族群及阿美族人居多數，另有少數布農族、外省籍等所構成。 富里舊稱「公埔」，地名之說有以下幾種：（富里鄉誌委員會，2002：29）
1. 昔時為公家團體或平埔族群的公共牧場，用來放飼牛羊，以及放置柴草之類，公埔的地名由此得來（安倍明義，1990：233；駱香林，1983：68）。
2. 源起於清光緒元年（1875年），解除番境各例禁，設立卑南撫墾局時所頒布拓墾章程中，規定每人先分田一甲耕種，另給附近原野（埔地）一甲，令其續耕。凡未著手墾殖之預備地，即稱「公埔」；關於「富里」一名的由來，近代也有多種解釋。1.由於土地肥沃，盛產農作物以水稻為主產，故於昭和12年（1937年）年10月1日改為富里庄役場，取「富裕鄉里吉祥」之意（申慶璧，1995：31）。
3. 昭和12年（1937）地方改制時，日本人引用他們本土的一個古國名稱將公埔改為富里庄，現在日本千葉縣內也有一個名為「富里町」的鄉鎮，……近代則望文生義將「富里」解釋成『富裕鄉里』」。

### 清領時期
富里鄉最早的住民紀錄乃始於大武壠、馬卡道等平埔族群，西元 1845 至 1895 年為平埔族群遷入之最高峰，相關記載如下：
- 1845 年：屏東下淡水溪 3 社共 30 戶 300 餘人、高雄六龜（大武壠族）12 戶 70 餘人遷至東里。
- 1851 年：屏東赤山萬金庄（馬卡道族）一批族人遷至東里。
- 1862 年：屏東恆春地區（馬卡道族）10 戶人遷至富里。
- 1866 年：高雄旗山計 200 餘人遷至東里。
- 1868 年：屏東九塊厝一批人，輾轉經東里遷至石牌、明里、羅山、富里等地。
- 1875 年：高雄鳳山潘琴元帶 60 人遷入明里。

### 日治時期及臺灣戰後時期
富里鄉的行政區域在日治時代1920年合併大庄、公埔兩區，設置大庄區以來便沿用至今，大庄區轄屬花蓮港廳玉里支廳，轄域內分為大庄、頭人埔、公埔、堵港埔四個大字。1937年改稱富里庄，轄屬花蓮港廳玉里郡，轄域內分為東里（大庄）、竹田（頭人埔）、富里（公埔）、堺（堵港埔）四個大字。戰後，改稱富里鄉，轄屬花蓮縣。

## 聚落

### 新興村
本村原屬竹田村的一部份，舊稱「頭人埔」，清代時原有一個「馬加祿」庄，人口有 17 戶 91 人，是本村最早成庄的地方，「馬加祿」的開發始於清同治元年（1862年）。此地原屬卑南族人的獵場，大庄平埔族群因人數漸增，以豬、牛等物向卑南族人 Makaru naru 換得這片山區，初期有 30 戶人遷到此處開墾，後因山區洪水淹沒農田，大部份人都遷到竹田一帶，僅少數平埔族人仍留在當地繼續開墾。清光緒十九年間（1893年）間，平埔族人劉秋明等人又陸續自屏東縣遷入本地，日治明治四十二年（1909年）間，始有新竹州竹東郡的客籍人士陳德立首先遷入本村，此後來自新竹、桃園、苗栗等地的客籍移民才大舉遷入開墾。
日治初期沿襲清代舊制，仍稱馬加祿庄，屬卑南廳新鄉管轄，明治四十二年（1909年）改隸大庄區轄下。民國三十八年因人口漸增，劃出竹田村北區成立一個新的村，因本村的開發稍遲於竹田，故取名新興。本村位處鄉境的中區，在鄉治中心富里村北約七公里處，東隔海岸山脈與台東縣成功鎮接壤，西隔秀姑巒溪與卓溪鄉古風村接壤，南鄰竹田、北有萬寧村，本村形勢東西長、南北極狹，面積有 15.4 平方公里，地勢多屬丘陵與山坡，全村低於海拔 300 公尺以下的平地，約僅佔 2/5，水田區多在海拔 200 公尺以下的埔地間，面積廣達 180 餘公頃，因馬加祿溪蜿蜒流過，沖積出肥沃的土壤，以及九岸溪、秀姑巒溪豐沛的水利，水稻的產值極高，清咸豐二年開鑿的秋林大圳圳頭，就設在馬加祿溪口處，灌溉學校園以北數百公頃的農田，200 公尺以上的山區則多開闢為旱地。
本村現有 18 鄰 271 戶 1049 人，以客家、平埔、阿美族為主，主要聚落有學校園、馬加祿、東竹、東興部落 等處，學校園居民純為日治時期移入的客家籍，馬加祿則以平埔、閩南籍居多，以及少數客家籍，東竹純為日治時移入的客家籍聚居。東興為阿美族部落，現有 61 戶 218 人，清代末年間，有玉里鎮樂合里下澇灣社四戶，及安通社的阿美族人遷入，最早定居於竹田村「番仔田」山區，日治初期才遷移到現址。

### 學校園
學校園居民純為日治時期移入的客家籍，馬加祿則以平埔、閩南籍居多，以及少數客家籍，東竹純為日治時移入的客家籍聚居。位置為於現在的1鄰至8鄰一帶，8鄰位於馬加祿部落一小部分。

### 馬加祿
地名源自清代同治元年（1862年），此地原為一名叫「馬加祿」的卑南族人所擁有的獵場，其他人來此狩獵時，必須奉獻一半的獵物給地主，遂以其名為地名（駱香林，1983：67）。民國三十八年劃成一村，定名新興。居民大多為平埔族籍，二戰後也有少數客家籍人士遷入；位置約略為新興村9到13鄰一帶。

### 竹田村

#### 竹田
此地方很久以前被稱為「刣人埔」（應在光緒5年（1879年）之前）。清光緒時，置庄改稱為「頭人埔」庄，所以得到「頭人埔」的舊稱，日治時代初期仍沿用此名。「頭人埔」閩南語為 "thâu-lâng-poo"，與現今鄰近的阿美族聚落─「達蘭埠部落」(阿美族語稱： "Talanpo")相近，應亦與此舊名有關。
1937年（昭和12年），改名為「竹田」，村民都把「頭人埔」詮釋為：「以前此地出了許多頭人（地方領袖）或曾是頭人（番目）居住的地方」，其實它最早的名稱「刣人埔」若照平埔人解釋，意思應該是：「殺人埔」，在清代平埔人初墾此地時，常遭受埋伏於草叢中的布農人馘首；日治時期沿用頭人埔為庄名，到昭和12年（1937年）地方改制才有富里庄竹田區的設置；現多指本村一至七鄰一帶。順帶一提，鹿港的頭崙埔，舊稱亦為「刣人埔」，據傳源自原住民出草殺人而來。
另外，第二次世界大戰後，仍然被稱為「竹田」。據耆老稱：此地名起源係因村子東側山坡上原種有滿山的桂『竹』成林，山丘的南側又有廣闊的水『田』，遂各取兩者之意而稱為「竹田」，以象徵本地「竹茂田廣」之景像；而火車站則改稱東竹（意即東部之竹田）。現為本村人口最集中、繁盛之區域。範圍是指竹田村1至7鄰一帶。可能是為了呼應竹田此地名的意義，現今竹田福德祠的門柱上對聯寫著：『竹廣耿心尊福德，田畝沾豐敬正神』。1945年，建有竹田義民亭。

#### 埔頭
因位於九岸溪下游沖積平原的頂端，地勢略呈東高西低，形成一個緩坡埔地，客家語稱呼這種地形為「埔仔地」，又因位在埔地的上端，故名為埔頭；二戰後始易名為富田，居民以客家籍佔大部份；現鄉村間居民口語仍稱「埔頭」，但門牌地段已使用「富田」，約略位置為東竹國小與竹田義民亭往東部份。

## 人口
根據花蓮縣政府民政處統計，2024年底富里鄉戶數約4千戶，人口約9.5千人，鄉內人口最多與最少的村分別是富里村與明里村，2024年底兩村人口分別為1,440人與398人。

## 政治

### 歷任鄉長
| 任次 | 姓名   | 任期                           | 政黨       | 備註 |
| ---- | ------ | ------------------------------ | ---------- | --- |
| 1    | 林水木 | 1951年7月2日－1953年6月30日    |            | |
| 2    | 呂元清 | 1953年7月1日－1956年6月30日    |            | |
| 3    | 呂元清 | 1956年7月1日－1960年1月16日    |            | |
| 4    | 林水木 | 1960年1月17日－1964年2月28日   |            | |
| 5    | 林金貴 | 1964年3月1日－1968年2月28日    |            | |
| 6    | 洪金海 | 1968年3月1日－1973年3月31日    |            | |
| 7    | 洪金海 | 1973年4月1日－1977年12月29日   |            | |
| 8    | 鄧民宏 | 1977年12月30日－1982年2月28日  |            | |
| 9    | 鄧民宏 | 1982年3月1日－1986年2月28日    |            | |
| 10   | 賴振東 | 1986年3月1日－1990年2月28日    |            | |
| 11   | 賴振東 | 1990年3月1日－1994年2月28日    |            | |
| 12   | 蘇孝信 | 1994年3月1日－1998年2月28日    |            | |
| 13   | 蘇孝信 | 1998年3月1日－2002年2月28日    |            | |
| 14   | 鄧國祥 | 2002年3月1日－2006年2月28日    | 無黨籍     | |
| 15   | 鄧國祥 | 2006年3月1日－2010年2月28日    | 中國國民黨 | |
| 16   | 黃玲蘭 | 2010年3月1日－2014年12月24日   | 中國國民黨 | |
| 17   | 黃玲蘭 | 2014年12月25日－2018年12月24日 | 中國國民黨 | |
| 18   | 陳榮聰 | 2018年12月25日－2022年12月25日 | 中國國民黨 | 2020年曾遭逢罷免，但最終罷免案未通過。 |
| 19   | 張容榕 | （未就任）                     | 無黨籍     | 完成選舉登記後於選前宣告退選，最終仍成功當選鄉長，但從未宣誓就職。                                                                           |
| 代理 | 江東成 | 2023年1月3日－2023年6月29日    | 無黨籍     | 曾任立委傅崐萁花蓮服務處執行長、花蓮縣政府地政處處長、民政處處長及玉里鎮代理鎮長。因鄉長當選人張容榕未宣誓就職，故由縣府指派其暫時代理職務。 |
| 19   | 江東成 | 2023年6月30日－                | 無黨籍     | 於2023年富里鄉長補選中當選，真除為正任。 |

### 鄉政組織

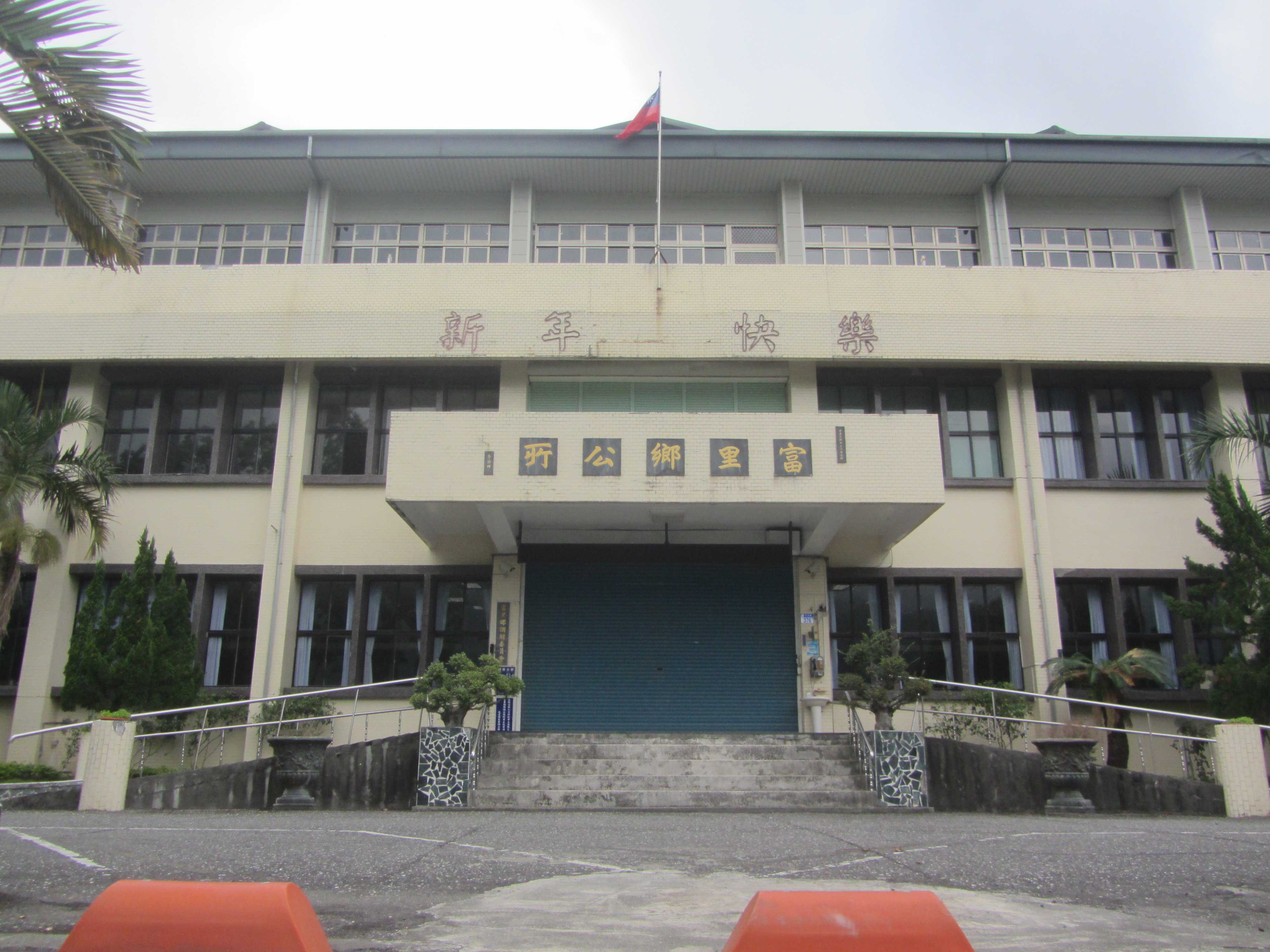
富里鄉公所

富里鄉公所是富里鄉最高層級的地方行政機關，在中華民國政府架構中為鄉自治的行政機關，同時負責執行縣政府及中央機關委辦事項，富里鄉的自治監督機關為花蓮縣政府。鄉長由全體鄉民直接選舉產生，任期為四年，可連選連任一次。富里鄉公所並置鄉政會議，為鄉政最高決策機構，在鄉長之下，設有5課3室等8個內部單位及1個附屬機關。
富里鄉民代表會是富里鄉的最高民意機關，代表富里鄉全體鄉民立法和監察鄉政。鄉民代表由公民直選選出，任期為四年，可連選連任。富里鄉民代表會共有11位鄉民代表，分別為第一選區3席鄉民代表、第二選區3席鄉民代表、第三選區1席平地原住民鄉民代表，主席、副主席由7位鄉民代表互選產生。

### 行政區劃
| - 大（大里）： - 吳江村：位於吳阿再溪流域。 - 巴族耶部落（Pacuya，吳江） - 安住部落（Ancoh） - 東里村： - 大（東里） - 基拉歌賽部落（Cirakesay，復興） \| 富里鄉行政區劃 \| \| 吳江村 東村 萬寧村 新興村 竹田村 羅山村 明村 石牌村 富里村 永豐村 豐南村 富 南 村 學 田 村 \| \| 淺紫色為上六村，藍色為下七村 \| | - 頭人埔（竹田）： - 萬寧村： - 姆拉丁部落（Monating，萬人埔、萬寧） - 新興村： - 馬加錄 - 達蘭埠部落（Talampo，頭人埔、東興） - 竹田村： - 竹田（東竹） - 埔頭（富田） - 黑暗部落（Cihalaay） - 公埔（富里）： - 明里村： - 里行（明里） - 羅山村： - 螺仔溪 - 石牌、富里、永豐村： - 石牌 - 後澳子（後湖） - 公埔部落（Kongpo） - 堵港埔（堺）： - 學田村： - 馬里旺部落（Maliwang，學校田） - 鐵枝尾部落（Malowang） - 富南村： - 堵港埔 - 露埔部落（Lupo，躼躼埔、三台） - 豐南村：位於鱉溪流域。 - 吉拉米代部落（Cilamitay，鱉溪、新富） |
| 富里鄉行政區劃 | |
| 吳江村 東村 萬寧村 新興村 竹田村 羅山村 明村 石牌村 富里村 永豐村 豐南村 富 南 村 學 田 村 | |
| 淺紫色為上六村，藍色為下七村 | |

## 教育

### 國民中學

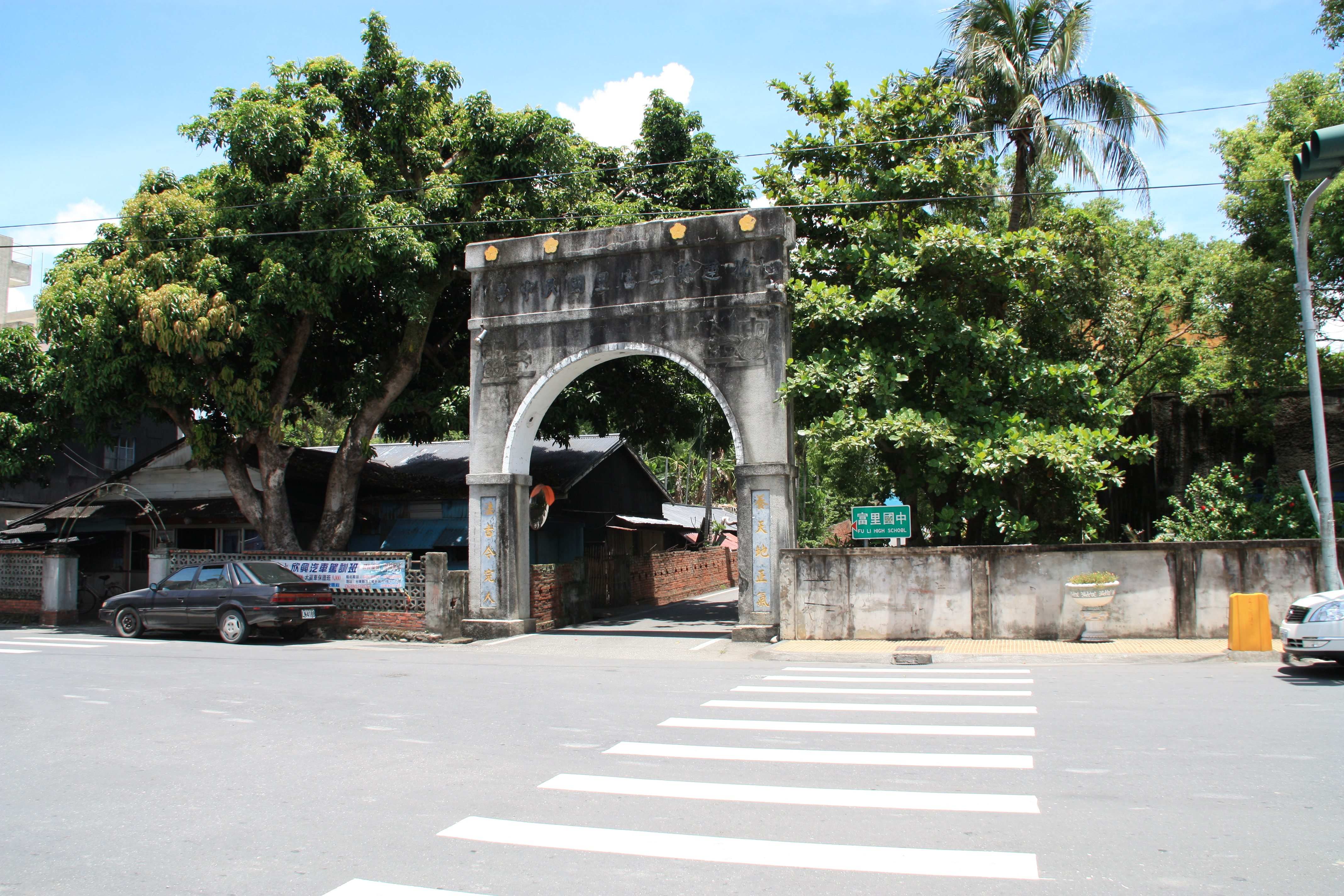
富里國中

- 花蓮縣立東里國民中學
- 花蓮縣立富北國民中學
- 花蓮縣立富里國民中學

### 國民小學
- 花蓮縣立吳江國民小學
- 花蓮縣立東里國民小學（附山本星象館）
- 花蓮縣立萬寧國民小學
- 花蓮縣立東竹國民小學
  - 羅山分校（1996年裁撤）
- 花蓮縣立明國民小學
- 花蓮縣立富里國民小學
- 花蓮縣立學田國民小學
- 花蓮縣立富南國民小學（2007年裁撤）
- 花蓮縣立永豐國民小學（Cilamitay阿美族實驗小學）
  - 豐南分班（1987年裁撤）
  - 四維分校（1992年裁撤）

## 交通

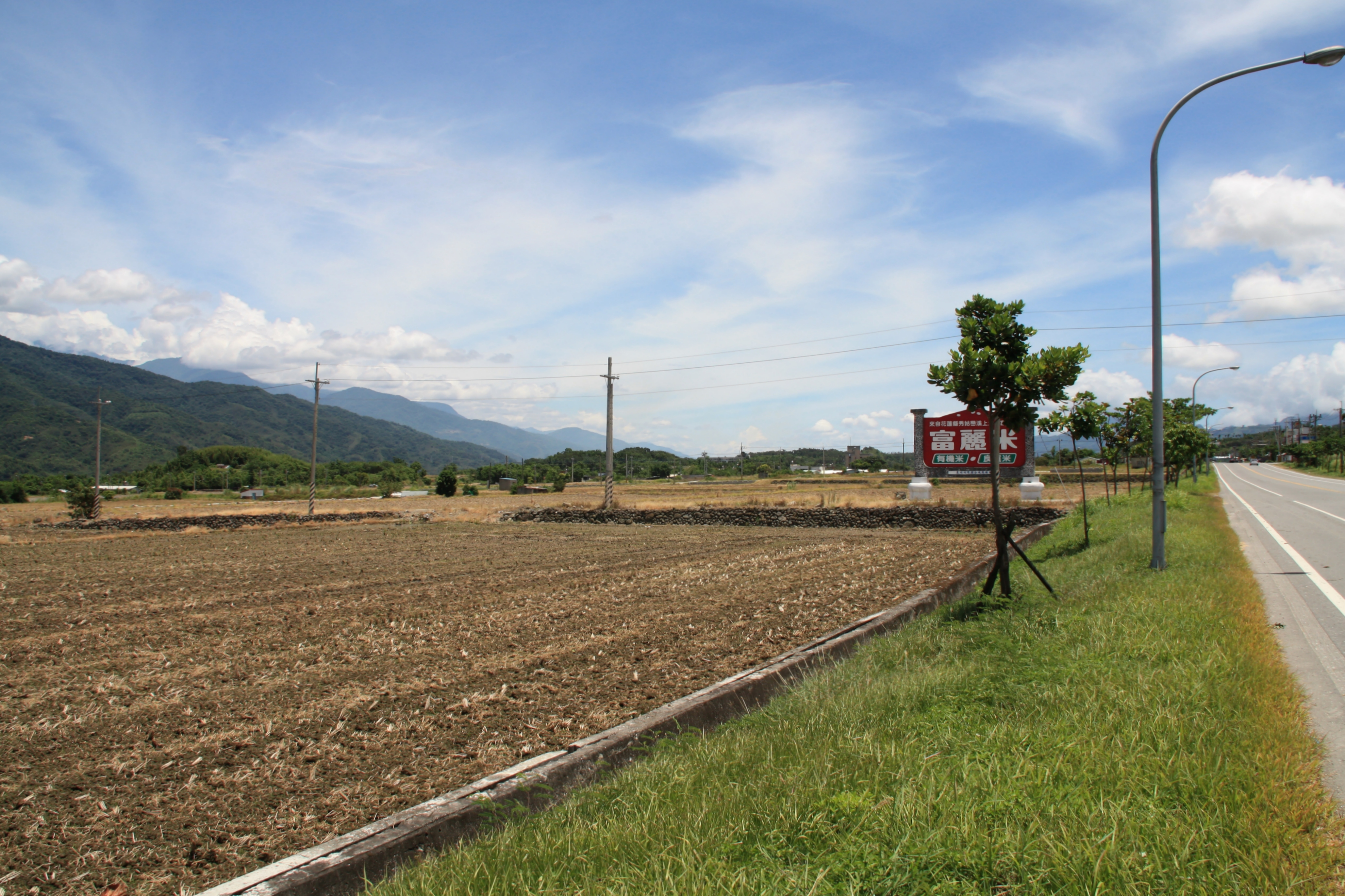
台9線花東公路富里鄉路段

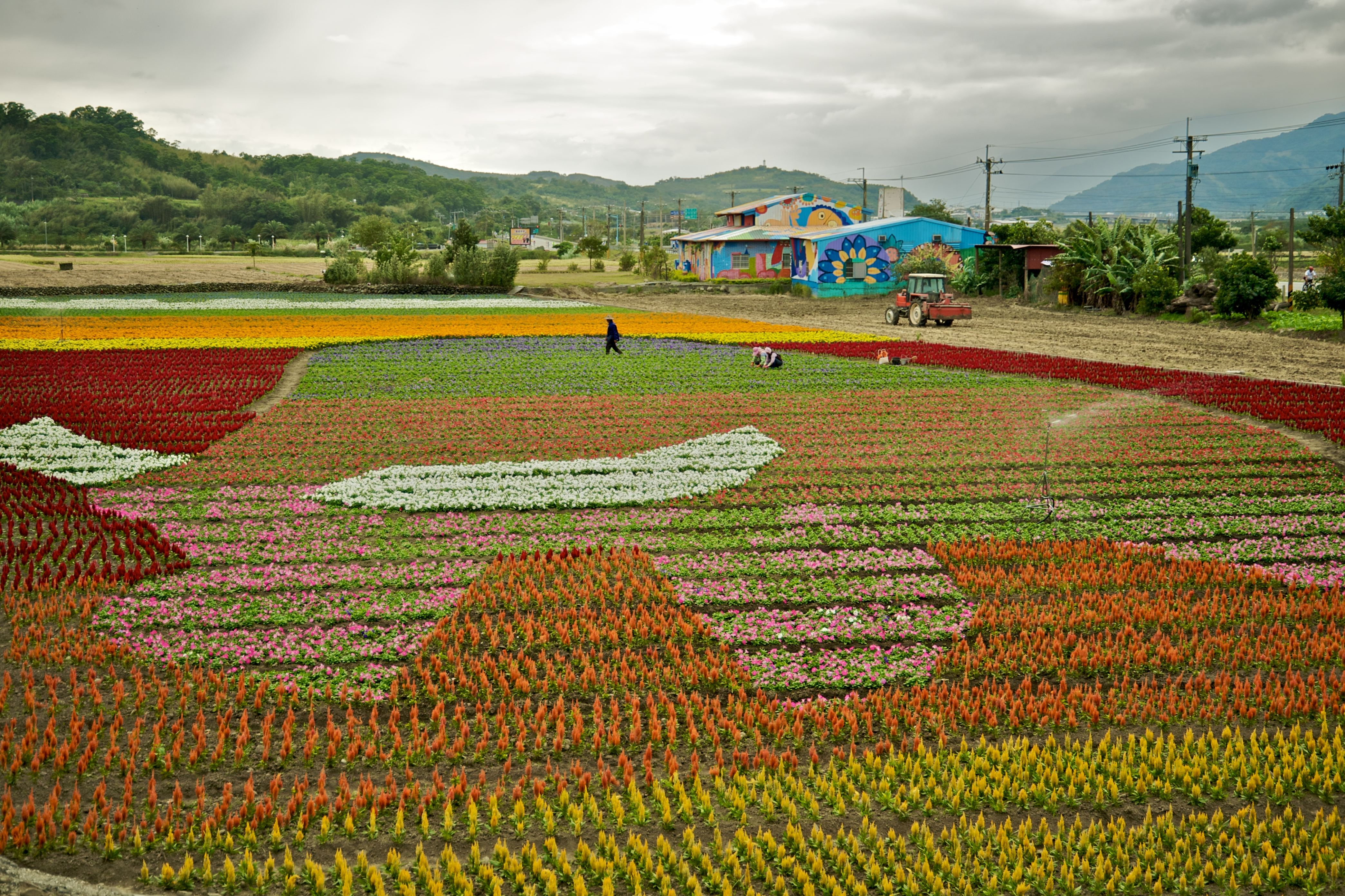
台9線花東公路富里鄉路段的公路花園

### 鐵路
臺灣鐵路公司
- 臺東線：東里車站 - 東竹車站 - 富里車站

### 公路
- 台9線（花東公路）
- 台23線（東富公路）
- 台30線（玉長公路）

### 客運
- 統聯客運
  - 1130 玉里－富里
  - 1135 玉里－瑞穗
  - 1137 光復－富里
- 花蓮客運
  - 1142 光復－玉里
- 東台灣客運
  - 8161 台東－富里

## 旅遊
| - 大邱宅河南堂 - 花蓮港廳玉里郡富里役場 - 富南磚窯場 - 吉拉米代部落景觀 - 玉富自行車道 - 安通鐵馬驛站 - 東里鐵馬驛站 - 東里碾米廠 - 大玉蓮寺 | - 竹田義民亭 - 花蓮縣富里鄉公所 - 富里鄉公埔文化館 - 公埔瑞舞丹大戲院 - 六十石山 - 螺子溪泥火山 - 小天祥 - 池上斷層露頭 |

## 名產
| - 水稻（富里米/富麗米） - 香菇 - 咖啡 | - 茶葉 - 金針花 - 牛樟芝 |

## 其他

### 電影取景
2007年由林靖傑導演拍攝的電影最遙遠的距離，其中一幕在火車站的取景在本鄉的東里舊車站，亦被收錄在歌手梁靜茹的歌曲「崇拜」MV內。
2011年由李啟源執導的台灣電影《河豚》（Blowfish），其宣傳海報上男女主角站在開滿黃花的山野中，取景自本鄉竹田村的六十石山。該電影後來一舉奪下瑞士「日內瓦國際影展」（Geneva International Film Festival）的「國際影評人費比西獎」與「發行獎」兩項大獎，成為最後十部競賽片中唯一獲得2個獎項的電影。

### 鄉定原住民
2013年11月15日，富里鄉公所將平埔族列為「鄉定原住民」，此創舉乃全國首例。鄉長黃玲蘭說，2005年台南縣府就已經承認西拉雅族，認定為「縣定原住民族」，並於2009年起受理族籍登記；高雄市也在今年十月承認「市定原住民」，因此富里鄉希望比照台南、高雄市，先從「鄉定原住民」開始推動，希望藉此讓族人從自我認同開始，進而團結起來保存文化。日治時代在「昭和」以前，將平埔族認定「熟蕃」，戶籍資料上有註明「熟」；「大正」以後則改註記「平」，也就是「平埔族」，只要家族的日治時期謄本上有註記，就可認定為大武壠族、馬卡道族、西拉雅族等平埔族群。

## 外部連結
- 富里鄉公所 （页面存档备份，存于）